# Maria Sèthe, la future madame Henry Van de Velde
Maria Sèthe, la future Madame Henri Van de Velde est un tableau réalisé par Théo Van Rysselberghe en 1891. La toile mesure 118 × 84,5 cm et appartient à la collection du musée royal des Beaux-Arts d'Anvers.

## Contexte

### Dans l'œuvre de l'artiste
Theo Van Rysselberghe s'est formé en Belgique. En conséquence, il s'est imprégné de la tradition flamande dans l'art du portrait des maîtres anciens. En tant qu'artiste du XIXe siècle, cependant, il a également tenu compte du goût artistique de la bourgeoisie de l'époque. L'année 1886 marque un tournant dans son œuvre, car c'est à ce moment-là qu'il découvre l'œuvre de Georges Seurat lors de son exposition impressionniste à Paris. Depuis lors, le néo-impressionnisme occupe une place centrale dans son travail. C'est également à cette époque qu'il peint le portrait de Maria Sèthe. C'est l'un des trois portraits des sœurs Sèthe que l'artiste a peints. Maria Sèthe, future Mme Henry Van de Velde, était la pièce la plus importante de Van Rysselberghe pour le Salon des indépendants de 1891.

### Maria Sèthe
Pianiste douée, Maria était la fille du riche industriel hollandais Gérard Sèthe et de Louise Seyberth, une ancienne chanteuse d'opéra allemande. Des mémoires de Van de Velde, les historiens ont déduit que la famille était d'origine écossaise. La famille a vécu en Allemagne, aux Pays-Bas et à Paris. Maria elle-même est née à Uccle. Elle a 23 ans en 1891 lorsqu'elle pose pour Theo Van Rysselberghe. Ce dernier donne à Maria, qui appartient au groupe des XX, des cours de peinture. En partie sous l'impulsion d'Alfred William Finch, elle s'intéresse au mouvement Arts and Crafts.
Bien que Maria soit principalement connue aujourd'hui comme l'épouse d'Henri Van de Velde, elle a joué un rôle actif dans la vie artistique bruxelloise. Le couple s'est rencontré à l'été 1893 lorsque Van de Velde, de quatre ans son aîné, a fait un voyage à Cadzand avec Van Rysselberghe et sa femme. Comme Maria, Van de Velde est membre des XX (depuis 1888) et se concentre sur la conception de tapis. Depuis leur mariage en avril 1894, Maria aide son mari dans son travail. Elle conçoit des livres, des vêtements, des tissus et du papier peint. C'est dans la villa Bloemenwerf à Uccle, la première maison qu'Henry Van de Velde a conçue pour sa famille, que le portrait de Maria a été mis à l'honneur. Le portrait est resté en possession de la famille jusqu'en 1949. Puis, six ans après la mort de Maria en 1943, le KMSKA achète le portrait d'Henry Van de Velde.

## Description
Sur l'œuvre, on peut voir que Maria Sèthe regarde devant elle d'un air rêveur. Elle est assise à califourchon sur une simple chaise à son harmonium. Les partitions sont ouvertes, mais elle ne joue pas. Un violoncelle est visible à l'arrière. Les morceaux de musique font référence au niveau social de la famille aisée et à ses intérêts culturels. Il en va de même pour les œuvres d'art encadrées.
Maria a un menton fort et son regard rayonne de détermination et de confiance, mais en même temps de calme. Il y a un soupçon de sourire sur ses lèvres. Cela suggère qu'elle pense à des choses agréables. Elle est baignée d'une lumière couleur ivoire, qui met en valeur ses cheveux blonds, son cou élancé et son visage finement profilé. Elle est vêtue d'une robe violette - la couleur qui symbolise la richesse matérielle. Cela lui donne une apparence luxuriante, mais pas criarde. La couleur de sa robe se répète dans le rideau dont l'harmonium est négligemment drapé.
Van Rysselberghe a travaillé dans son style réaliste caractéristique. Dans ce portrait aussi, il a prêté attention à la lumière, à l'ombre et au volume. Il a obtenu ses couleurs vives (il n'a pas utilisé de peinture noire dans l'œuvre) grâce à une combinaison de points fins. La couleur violette de la robe submerge le spectateur et les cheveux blonds aux accents jaunes, orange, bleus et verts sont également attrayants, selon les scientifiques de l'art. La signature et la date du portrait ont été explicitement appliquées au-dessus de l'harmonium.

## Provenance
Le tableau est arrivé dans les collections du musée royal des Beaux-Arts d'Anvers principalement grâce aux relations personnelles des employés du musée et de Henry Van de Velde. En raison des soupçons sur sa soi-disant collaboration pendant la Seconde Guerre mondiale, Van de Velde était devenu un homme aigri qui voulait quitter la Belgique. Il n'a pas pu emporter toute sa collection avec lui. Il peut aussi avoir besoin d'argent, car en 1944 il écrit une lettre au musée royal des Beaux-Arts d'Anvers dans laquelle il propose de vendre trois de ses propres tableaux. Après des négociations hésitantes, le musée achète La Lavandière (1887) et La Femme à la fenêtre (1889) en 1945 pour 75 000 BEF. Le comité d'achat a décrit la Femme à la fenêtre comme « exécutée à la manière pointilliste : l'œuvre la plus intéressante ». En 1947, il s'installe définitivement en Suisse. Grâce à ses relations, il a pu confier sa collection de peintures – dont ce portrait de Maria Sèthe –, de sculptures et de dessins au Musée royal des Beaux-Arts d'Anvers pour qu'elle soit entreposée.
Un an plus tard, en 1948, Walther Vanbeselaere (nl) est nommé conservateur en chef au KMSKA. Lui et Van de Velde se connaissaient depuis un certain temps ; Vanbeselaere a suivi les cours de l'architecte dans les années 1930. Il a également soutenu sa thèse de doctorat auprès de « l'ancien professeur ». Dans leur correspondance, Van de Velde s'est adressé au conservateur en chef comme à un « ami ». Lors de sa nomination, Vanbeselaere n'hésite pas à renouer avec Van de Velde. Van de Velde propose alors de vendre une œuvre de sa collection au musée et de distribuer d'autres pièces à ses enfants. Le Musée Royal des Beaux-Arts d'Anvers voulait acheter le portrait de Marie par Van Rysselberghe et après des négociations, il a été convenu que, si le musée payait 80 000 BEF, Van de Velde ferait également don de trois autres œuvres. Après de nombreuses négociations, Van de Velde fait don en 1949 d'un paysage de Willy Finch (1888), d'une statue de George Minne et de son propre portrait réalisé par Georg Kolbe (1913), en plus de l'achat du portrait de Marie. Vanbeselaere note plus tard : « Acheté dans la collection de mon ancien professeur, le maître d'œuvre Henry van de Velde. Un des portraits les plus sensibles de Van Rysselberghe, le maître parti de Seurat et qui illustre superbement le Bruxelles parisien de +/- 1900. »